# ケイマン (MRAP)
ケイマン（Caiman）は、アメリカ合衆国で、アメリカ軍のMRAP計画に応じて開発された、6輪駆動の装輪式対地雷装甲車（MRAP）である。

## 概要
ケイマンは、アメリカ海兵隊で計画された、対地雷防護性能を持った装甲車の開発・取得計画であるMRAPプログラムに応じ、スチュワート・アンド・スティーブンソン社によって開発された装輪式装甲車で、装甲化されV字型車体の底面を持つキャブおよび兵員室を採用している。開発のベースとなったのは、同じくスチュワート・アンド・スティーブンソン社によって開発されたアメリカ軍の中型軍用トラックであるFMTVと、その装甲化キャブとして開発されたLSAC（Low Signature Armored Cab）であり、ケイマンのシャーシ部分やサスペンション構造などは、FMTVとの互換性を維持して設計されている。元になったFMTVはアメリカ軍の軍用トラックとしては珍しく、キャブオーバー型の車両であるが、ケイマンはボンネットトラック型の車両として開発されている。しかしながら車両全体の部品点数でいえば、85％の部品互換性が維持されている。FMTVと同様に、空気圧自動調整システム（CTIS, Central Tire Inflation System）やABS（アンチロック・ブレーキ・システム）も標準装備されている。
スチュワート・アンド・スティーブンソン社の軍用車両部門（Tactical Vehicle Systems）は、ケイマンの開発中にあたる時期（2006年）に、アーマーホールディングス社に吸収された。アーマーホールディングス社は、同時期に、ハンヴィーの装甲車体パッケージを開発したオガラ・ヘス・アンド・アイゼンハート社（O'Gara-Hess & Eisenhardt）、複合装甲に使用される超軽量ポリエチレン繊維（Tensylon）を開発していたインテグレーテッド・テキスタイル・システムズ（Integrated Textile Systems）社も同時期に傘下に擁しており、これらの会社の持っていた技術もケイマンの開発に生かされた。
2007年にケイマンはアメリカ軍による試験をクリアし、制式採用される事になった。約1,200両のケイマンがアメリカ海兵隊およびアメリカ海軍から発注された。同じ年に、アーマーホールディングス社はBAEシステムズ社の傘下となり、ケイマンはBAEシステムズ・ランド・アンド・アーマメンツ社の製品として供給される事となった。その後、トータルで約2,800両以上のケイマンが生産された。
その後、IEDの脅威の増大などから更なる防御性能が求められ、兵員室両サイドに中空式の増加装甲を装着したケイマン・プラス（Caiman Plus）も開発され、2009年頃には実戦投入されている。また、4×4輪駆動の車体に、短縮した兵員室を搭載した、ケイマン・ライト（Caiman Light）と呼ばれるタイプも開発された。
2010年には、1,700両のケイマンを、ケイマンMTV（Caiman MTV、Multi-Terrain Vehicle）と呼ばれるバージョンアップ型に改修する契約が行われた。この改修は、装甲車体の強化、エンジン、サスペンション、シャーシフレームの強化など、車両全体に設計変更を行う大規模な物となっている。
ケイマンはイラク戦争、アフガニスタンからの米軍撤退後、装備定数削減により国防省から払い下げられるようになり、アメリカ国内警察のSWAT部隊などでも運用されるようになった。
また、2013年より、アメリカ航空宇宙局（NASA）でも、M113装甲兵員輸送車の後継となる事故発生時の緊急退避用車両（emergency egress vehicles）として採用されている。

## 画像

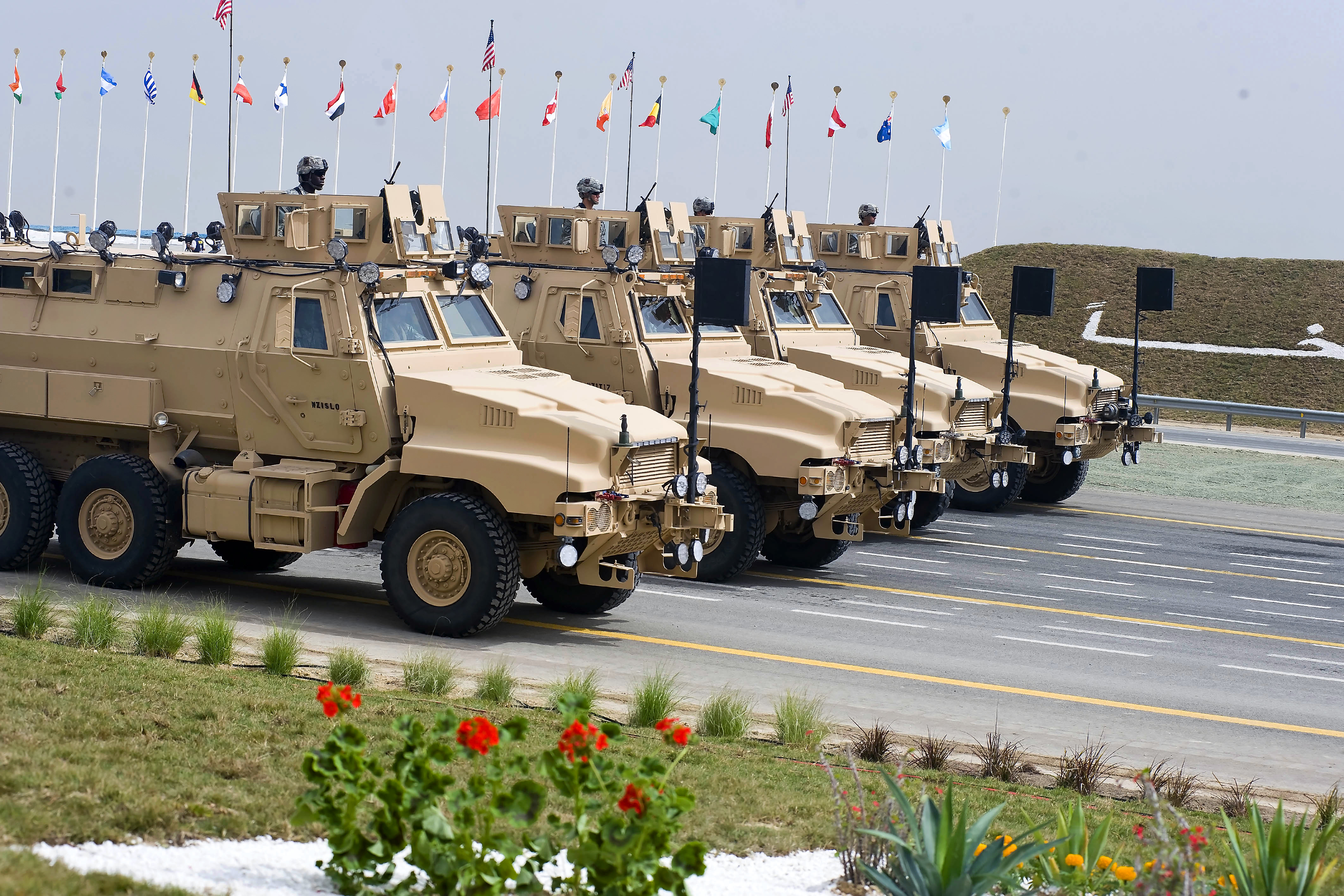
クウェートでのパレードに参加するケイマン。
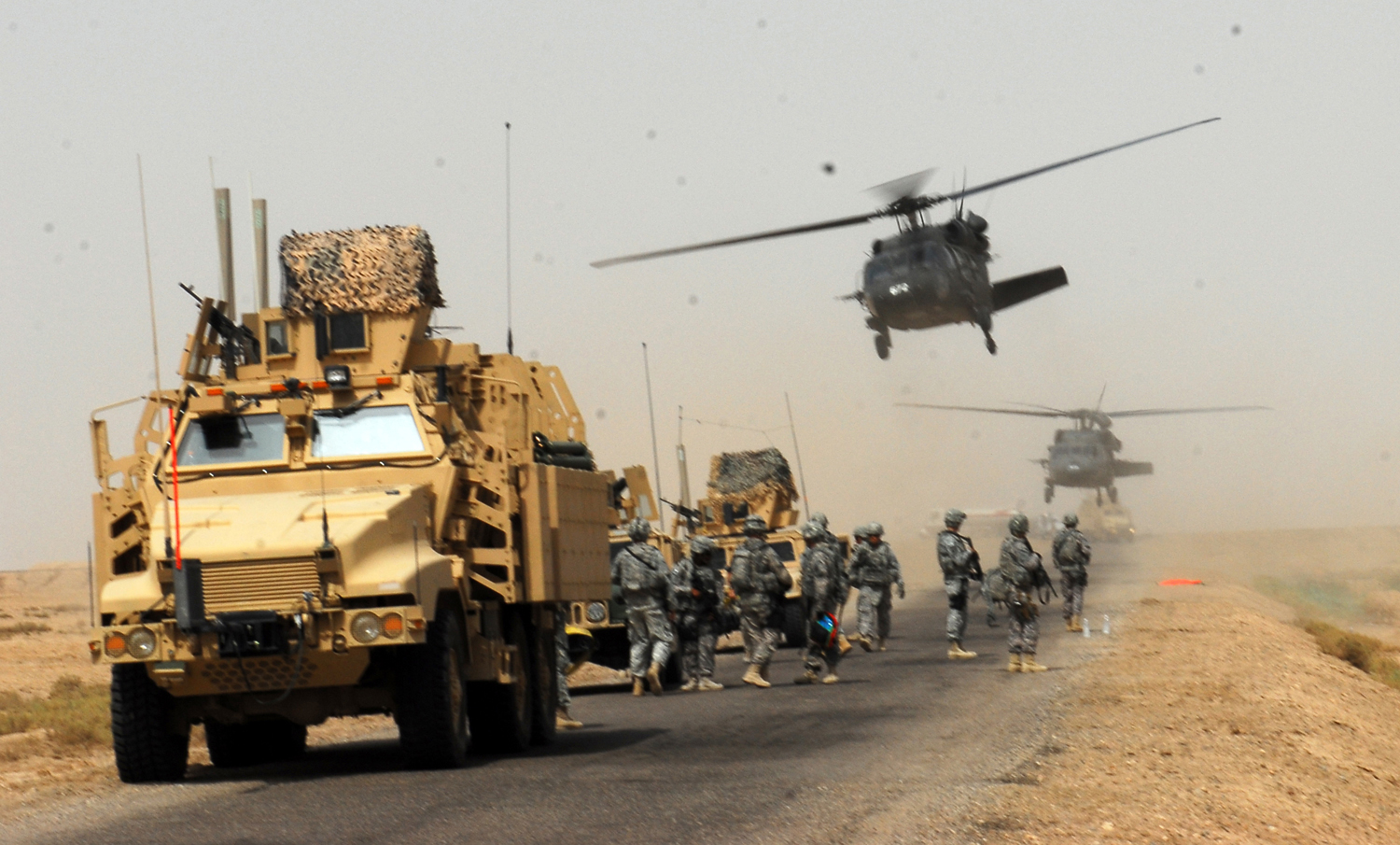
増加装甲を装着したケイマン・プラス。イラク国内、バスラ周辺、2009年。
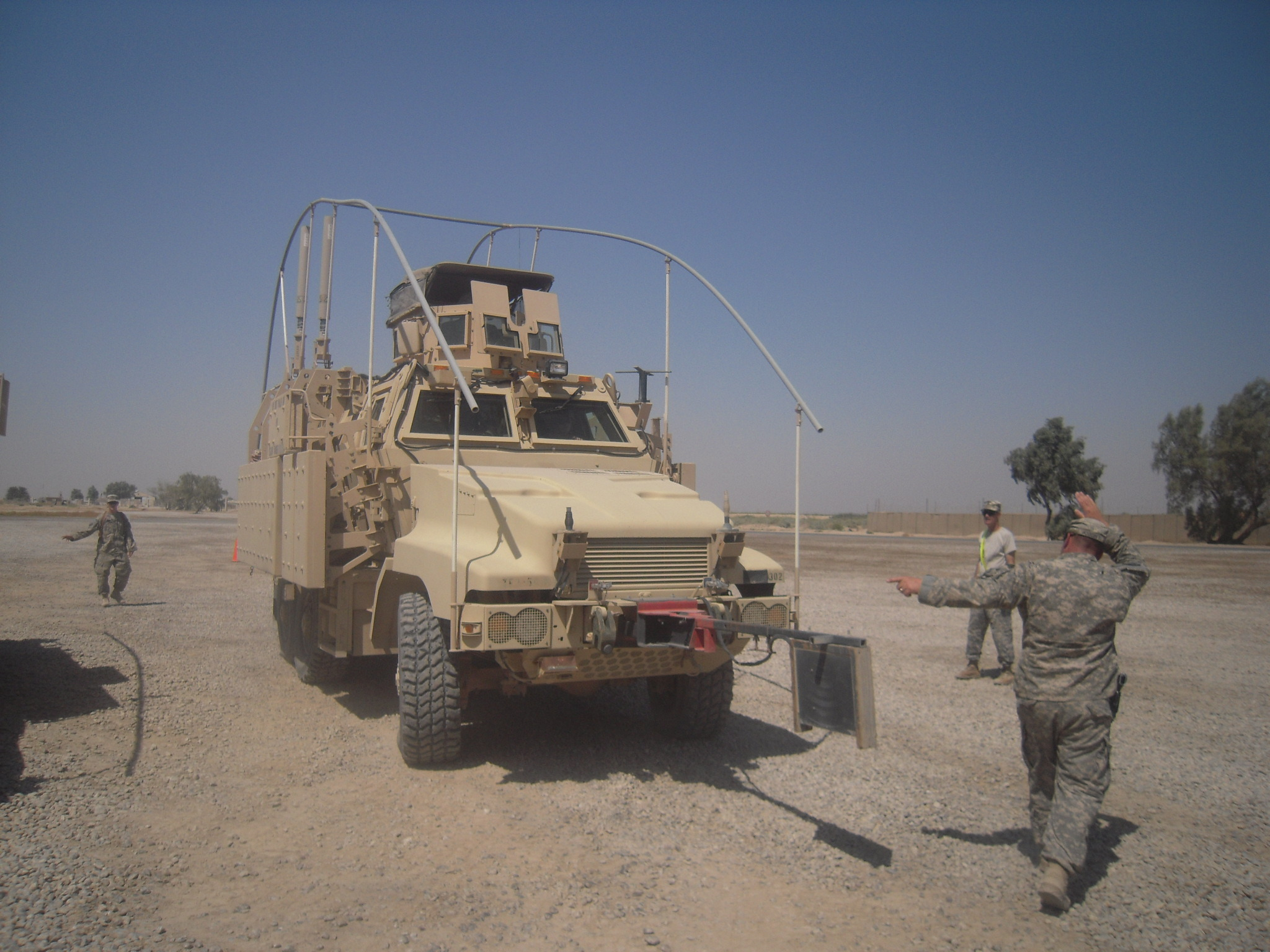
増加装甲を装着したケイマン・プラス。イラク国内、2011年。
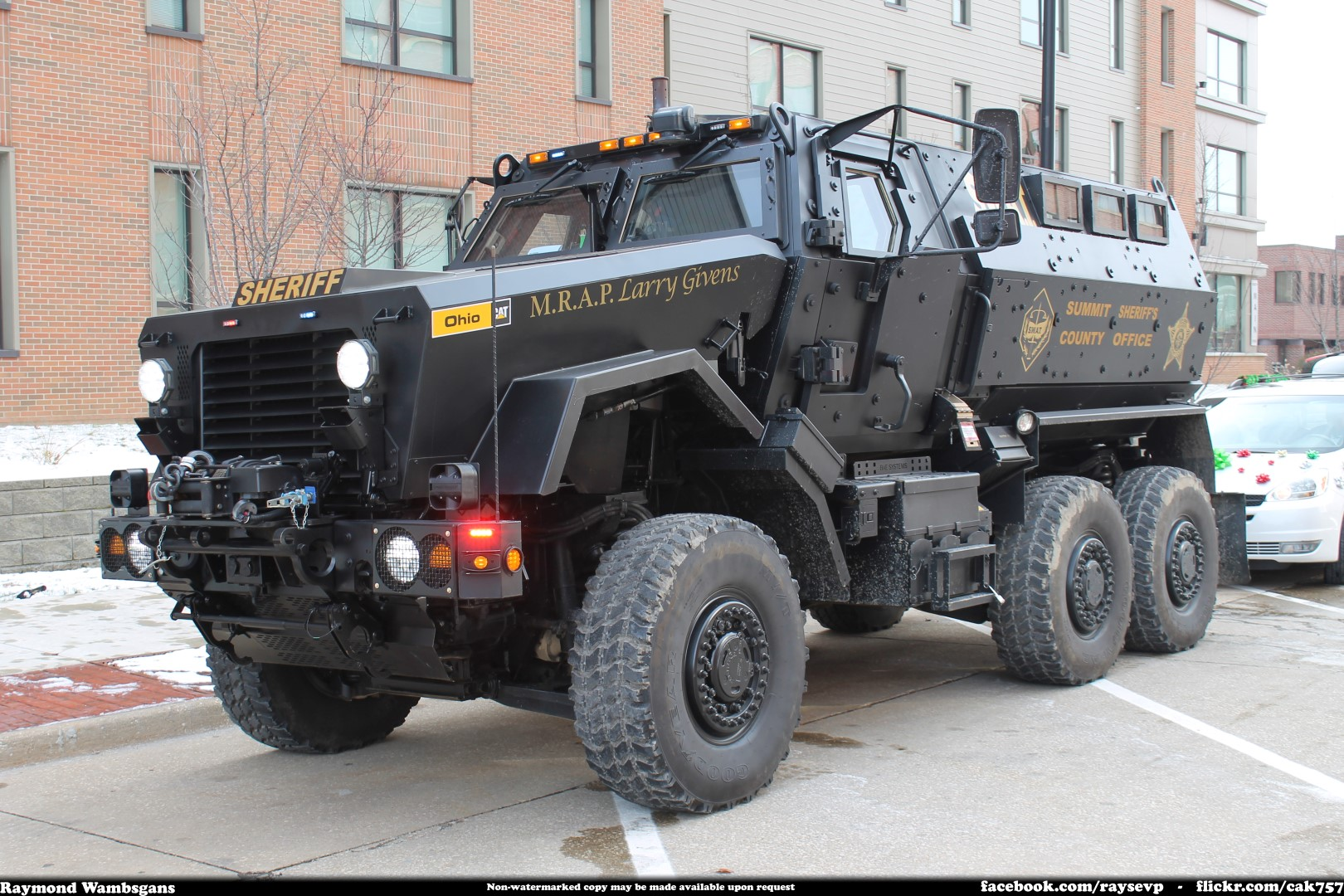
サミット郡保安官事務所のケイマンMTV。
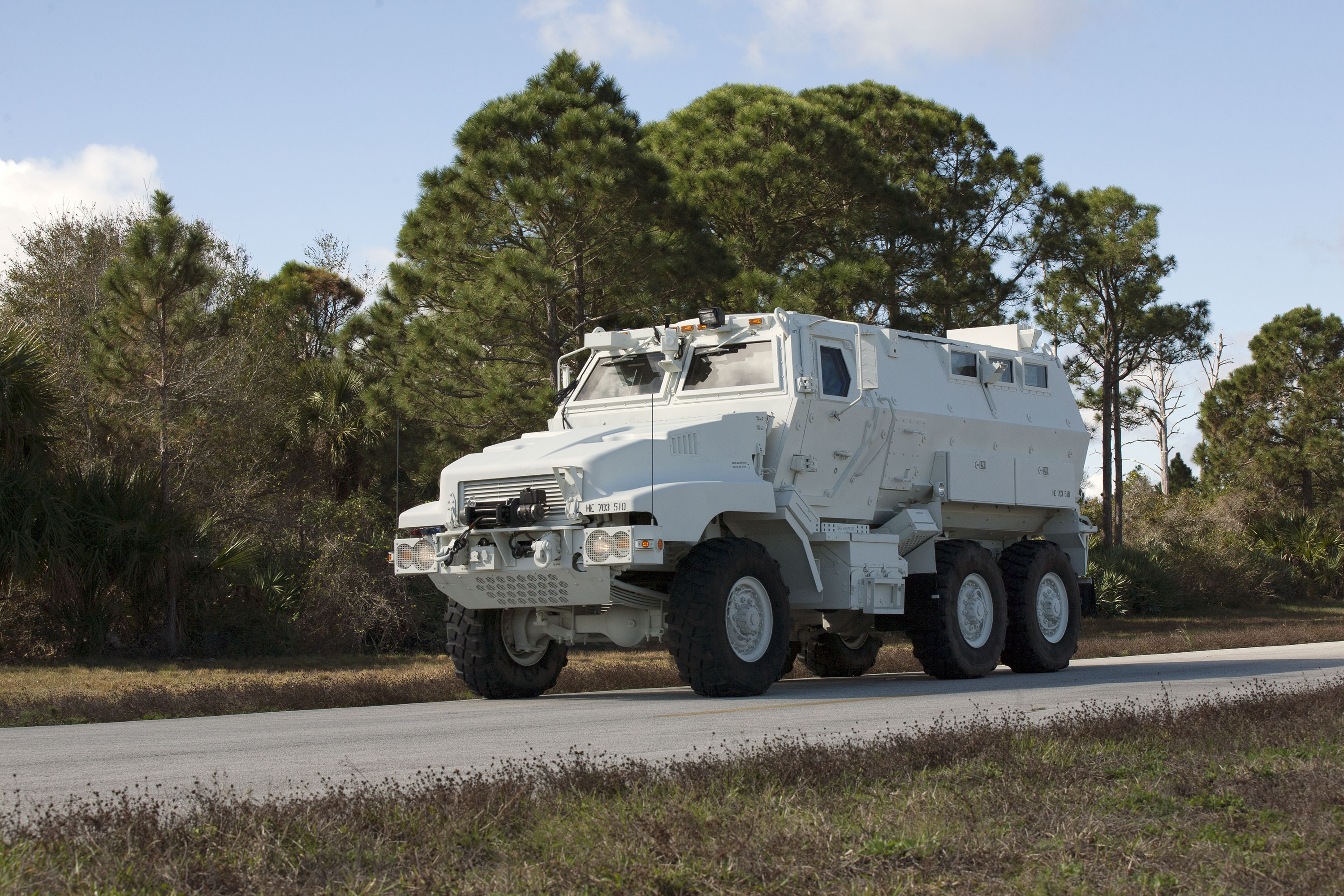
事故発生時の緊急退避用車両としてNASAで使用されているケイマン。

## 使用国
エジプト
エジプト陸軍 - 2024年時点で、535両のケイマンを保有。
 アラブ首長国連邦
約4,500両以上のMRAP導入契約が2014年9月に行われ、このうち1,150両がケイマンである。
 アメリカ合衆国
アメリカ軍、NASA、各警察のSWAT部隊など。